# Жан Рогель
Жан Рогель (словен. Žan Rogelj, нар. 25 листопада 1999, Крань, Словенія) — словенський футболіст, півзахисник австрійського клубу «ВСГ Тіроль» та національної збірної Словенії.

## Клубна кар'єра
Жан Рогель є вихованцем клубу «Триглав» зі свого рідного міста Крань. У серпні 2018 року він дебютував у першій команді. Влітку 2020 року футболіст уклав угоду з австрійським клубом «ВСГ Тіроль». 13 вересня Рогель зіграв свою першу гру в австрійській Бундеслізі.

## Збірна
У 2021 році Жан Рогель у складі молодіжної збірної Словенії брав участь у молодіжному Євро, що проходив на полях Угорщини і Словенії.
4 червня 2021 року у товариському матчі проти команди Гібралтару Жан Рогель дебютував у національній збірній Словенії.